# Manoir Georgios-Schwartz
Le manoir Georgios-Schwartz (en grec moderne : Αρχοντικό Γεωργίου Σβάρτς) est une demeure de l'époque ottomane située dans le village grec d'Ambelákia, au sein du dème de Tempé, en Thessalie. Construite à la fin du XVIIIe siècle, la bâtisse fonctionne actuellement comme musée du folklore.

## Histoire
Geórgios Mávros (el) (1738–1824) exerça la fonction prestigieuse de gérant de la coopérative d'agriculteurs, artisans, ouvriers et marchands d'Ambelákia, qui regroupa au total quelque 6 000 membres engagés à des titres divers dans la production et la vente de fils de coton rouges,. Il fut d'ailleurs le dernier gestionnaire de ce fer de lance de l'économie locale, dont le capital avait été placé à la Banque de Vienne.
Geórgios Mávros fit ériger à la fin du XVIIIe siècle une imposante demeure dans le village d'Ambelákia, qui servit également de siège à l'activité de la coopérative pendant une quarante d'années,. Les dates exactes de construction varient selon les sources, certaines indiquant que le monument fut édifié entre 1778 et 1787, d'autres mentionnant un chantier entre 1787 et 1797 ou 1798,,.
La bâtisse est rachetée par l'État grec en 1965 et fonctionne depuis lors comme un musée du folklore,.
Des travaux de restauration furent menés en 1986. Depuis 2022, une campagne de restauration des décors intérieurs, des éléments de bois et d'aménagement des espaces extérieurs est en cours. Conduit par l'Éphorie des Antiquités de Larissa, le projet est doté d'un budget de 600 000 euros et devrait être achevé fin 2023,.

## Architecture
Le manoir Georgios-Schwartz est composée d'un rez-de-chaussée et de deux étages. Au rez-de-chaussée se trouvait le trésor de la coopérative, une salle voûtée aux tons gris dans laquelle étaient conservés les réserves d'or et des documents précieux. Dans un espace quelque peu surélevé se trouvait la salle où se déroulaient les réunions des membres. Le premier étage était destiné à la résidence d'hiver de la famille, doté de chambres avec des cheminées et des placards richement décorés de fresques, ainsi que de cuisines et autres espaces de service. Un escalier menait au dernier étage, qui présentait la même disposition que l'étage intermédiaire et était utilisé comme résidence d'été,. Ce dernier niveau, qui fait la part belle aux éléments de bois et aux lucarnes colorées, intègre des parties en encorbellement (sachnisi (en)) caractéristiques de l'architecture ottomane du konak dans les Balkans.
Les boiseries sont l'oeuvre de Ioánnis Zerbinós et les peintures murales d'un certain L. Lóli, qui signa également le décor d'une autre demeure du village, le manoir Karasoúlis. Les aménagements intérieurs, qui culminent dans « l'onta de l'aigle » au centre du dernier étage, forment un exemple exceptionnel de l'art ottoman en Grèce. Les fresques représentent notamment des vues d'Istanbul, des formes géométriques et des thèmes bucoliques. La demeure disposait d'un mobilier en partie originaire d'Europe centrale, ainsi qu'une riche bibliothèque comportant des ouvrages des Lumières et un exemplaire de la Carte de la Grèce du philosophe local Rigas, qui fréquenta le village.

## Galerie

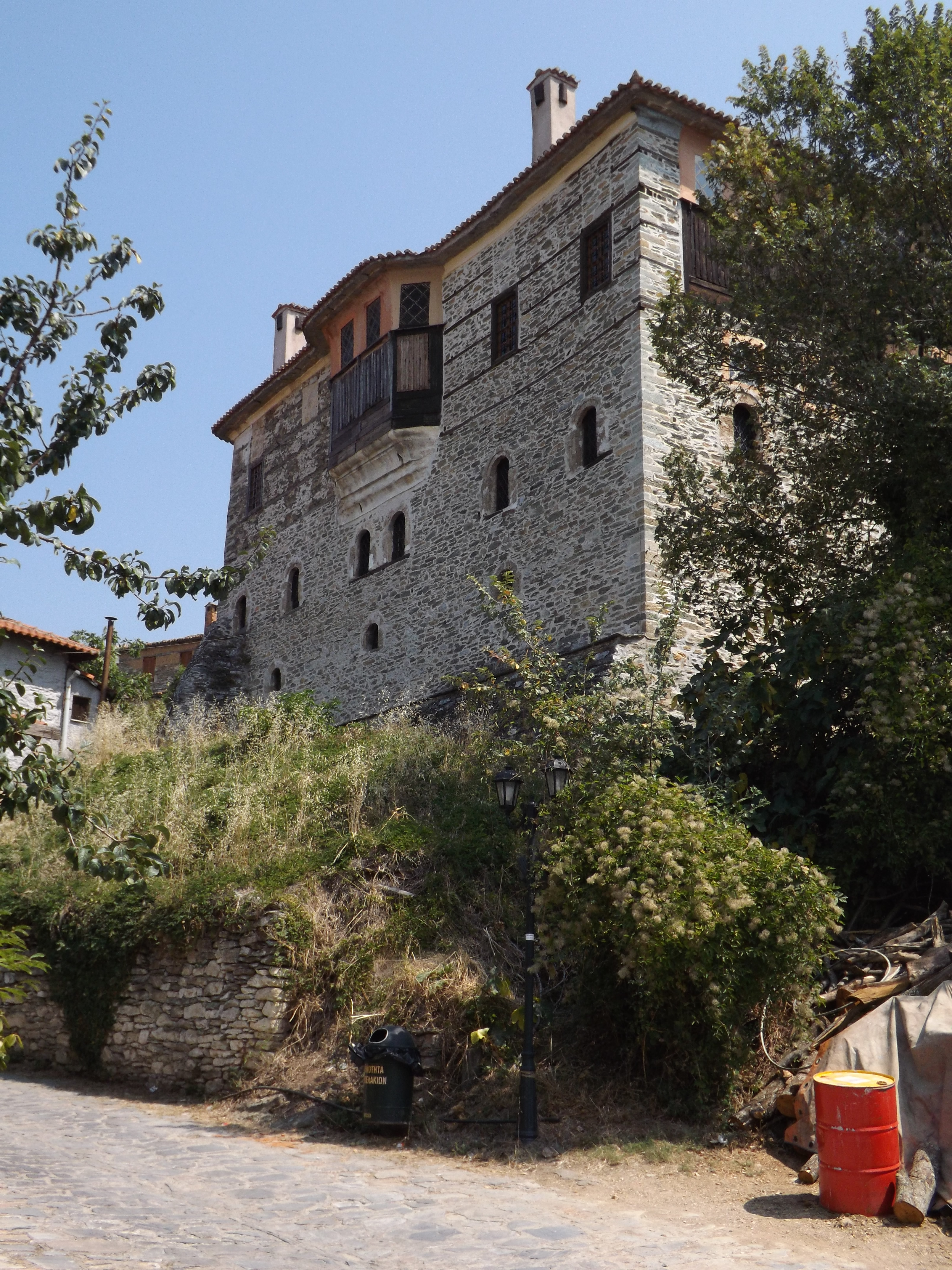
Vue extérieure du manoir depuis le nord-ouest.
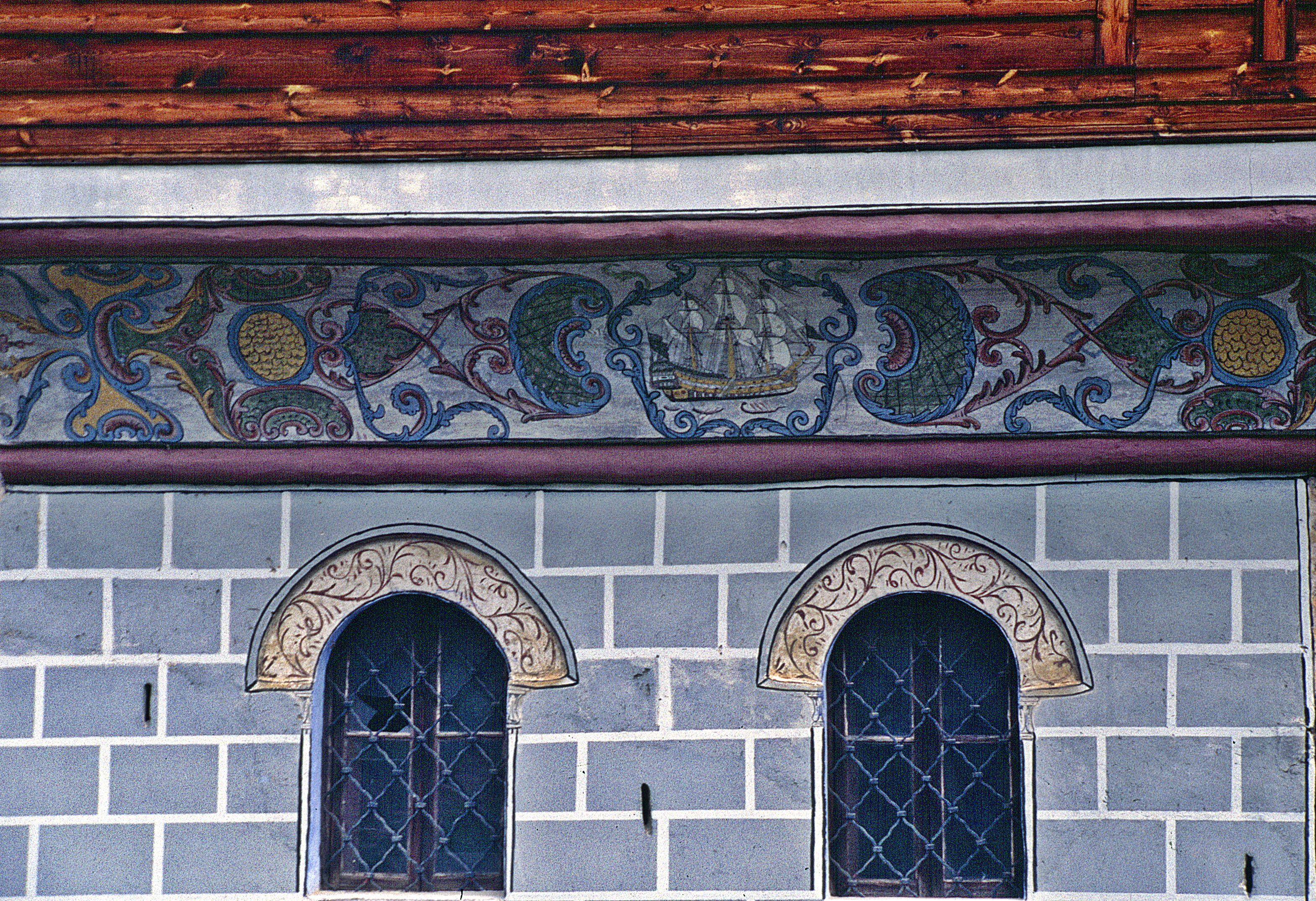
Détail des décorations de la maçonnerie extérieure.
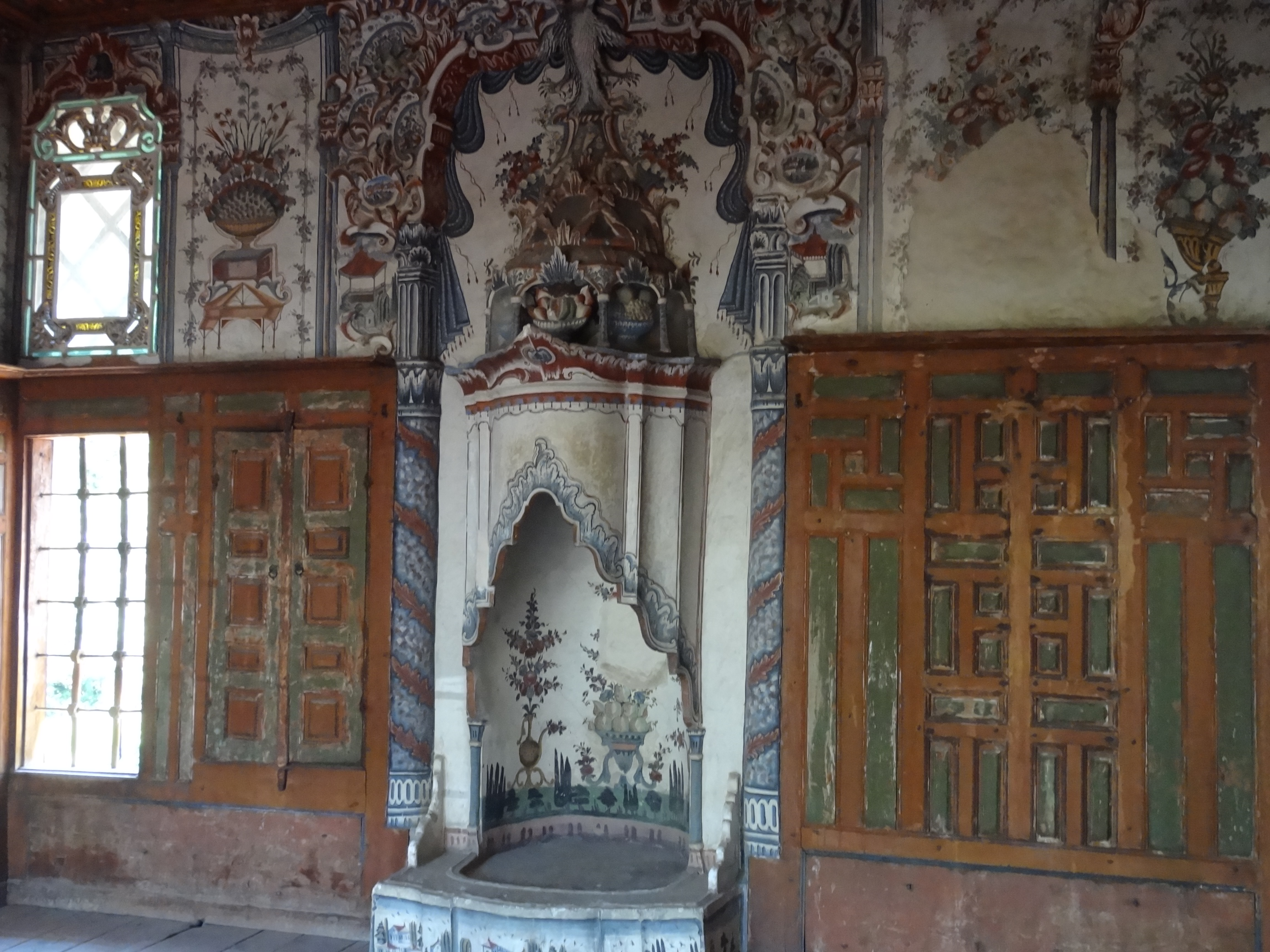
Cheminée de l'onta de l'aigle, au dernier étage.
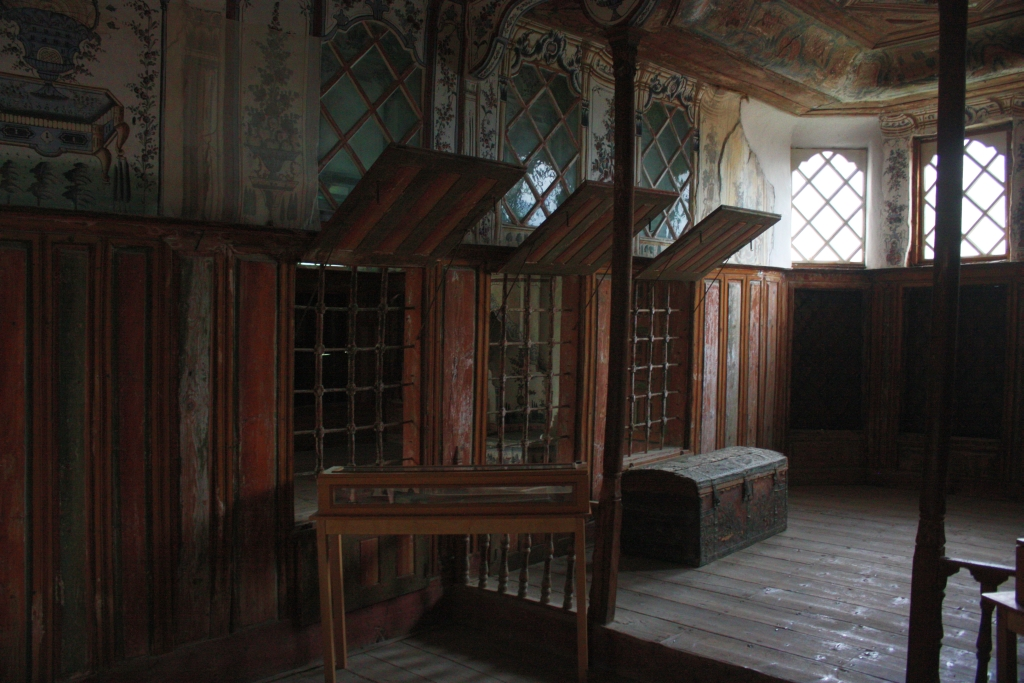
Aménagement intérieur du dernier étage.